# George Pomutz
George Pomutz (ungarisch Pomutz György, rumänisch George Pomuţ; * 1818 in Gyula, Kaisertum Österreich; † 12. Oktober 1882 in Sankt Petersburg) war ein US-amerikanischer Soldat und Diplomat.
Pomutz wurde in eine Familie orthodoxer Rumänen geboren. Er kämpfte 1848 in der ungarischen Revolution auf der Seite der ungarischen Revolutionäre, zuletzt als Hauptmann.
Anschließend emigrierte er nach Amerika. Er wurde eine wichtige Figur des amerikanischen Bürgerkriegs, in dem er auf der Seite der Unionisten kämpfte. Er erreichte den Rang eines Generals. Er war auch Botschafter im Russischen Kaiserreich. Sein Name steht in Verbindung mit dem US-Kaufprozess von Alaska.
Er war ein rumänischer Patriot, der die Rechte der Rumänen in Ungarn unterstützte. Er unterstützte auch die freundschaftlichen Beziehungen zwischen Ungarn und dem Fürstentum Rumänien.